# ライアン・ペリー
ライアン・キース・ペリー（Ryan Keith Perry, 1987年2月13日 - ）は、アメリカ合衆国・カリフォルニア州ポモナ出身の元プロ野球選手（投手）。右投右打。

## 経歴
アリゾナ大学ではクローザーを務め、後にタイガースでも同僚になるダニエル・シュレーレスとチームメイトだった。2008年のMLBドラフト1巡目（全体21位）でデトロイト・タイガースから指名を受け、7月9日に契約金148万ドルで入団に合意した。この年はルーキー級ガルフ・コースト・タイガースで2試合、A+級レイクランド・フライングタイガースで12試合に登板した。
2009年は、それまでAA級以上での登板経験が無かったにもかかわらず、開幕ロースター入りを果たした。4月8日のトロント・ブルージェイズ戦でデビューし、1回を無失点に抑えた。6月21日、ジェレミー・ボンダーマンがDLから復帰すると、ペリーはAAA級トレド・マッドヘンズへ送られた。降格の直前は8イニングで8失点と、調子を落としていた。7月23日にメジャーへ復帰し、最終的に53試合に登板して防御率3.79という数字を残した。
2010年は6月10日に右の上腕二頭筋を痛めてDL入りし、AAA級トレドでのリハビリを経て7月3日に復帰した。この年は前年を上回る60試合に登板し、メジャー初勝利と初セーブをマークした。奪三振率は下がったが、課題だった与四球率は改善された。
2011年は3年目にして自己最悪のシーズンとなった。開幕早々に目の感染症でDL入りすると、復帰後も調子が上がらず、序盤の13試合で防御率12.19と苦しみ、5月28日にオプションが行使されてAAA級トレドへ降格となった。その後も制球が安定せず、メジャーとマイナーの往復を繰り返した。終わってみれば、自己最少の登板数、自己最悪の防御率となった。前年に改善された与四球率も以前の水準に戻り、奪三振率は更に低下した。シーズン終了後の12月9日にコリン・バレスターとの交換でワシントン・ナショナルズに移籍した。
2012年は7試合の登板に留まった。
2014年7月21日にナショナルズを解雇された。
2015年2月27日にタイガースとマイナー契約を結ぶ。6月9日に解雇となる。

## 投球スタイル
主な球種は、平均95マイル (約152.9km/h) の速球とスライダー。チェンジアップは全体の3％ほどしか投げない。
入団時から将来のクローザー候補として期待されてきたが、制球難が解消されず、伸び悩んでいる。

## 詳細情報

### 年度別投手成績
| 年 度     | 球 団     | 登 板 | 先 発 | 完 投 | 完 封 | 無 四 球 | 勝 利 | 敗 戦 | セ 丨 ブ | ホ 丨 ル ド | 勝 率 | 打 者 | 投 球 回 | 被 安 打 | 被 本 塁 打 | 与 四 球 | 敬 遠 | 与 死 球 | 奪 三 振 | 暴 投 | ボ 丨 ク | 失 点 | 自 責 点 | 防 御 率 | W H I P |
| --------- | --------- | ----- | ----- | ----- | ----- | -------- | ----- | ----- | -------- | ----------- | ----- | ----- | -------- | -------- | ----------- | -------- | ----- | -------- | -------- | ----- | -------- | ----- | -------- | -------- | ------- |
| 2009      | DET       | 53    | 0     | 0     | 0     | 0        | 0     | 1     | 0        | 6           | .000  | 273   | 61.2     | 56       | 7           | 38       | 5     | 1        | 60       | 6     | 1        | 30    | 26       | 3.79     | 1.52    |
| 2010      | DET       | 60    | 0     | 0     | 0     | 0        | 3     | 5     | 2        | 19          | .375  | 261   | 62.2     | 55       | 6           | 23       | 1     | 5        | 45       | 3     | 0        | 26    | 25       | 3.59     | 1.25    |
| 2011      | DET       | 36    | 0     | 0     | 0     | 0        | 2     | 0     | 0        | 4           | 1.000 | 168   | 37.0     | 39       | 3           | 21       | 3     | 2        | 24       | 3     | 1        | 25    | 22       | 5.35     | 1.62    |
| 2012      | WSH       | 7     | 0     | 0     | 0     | 0        | 1     | 0     | 0        | 0           | 1.000 | 35    | 8.0      | 12       | 2           | 2        | 0     | 0        | 3        | 0     | 0        | 9     | 9        | 10.13    | 1.75    |
| 通算：4年 | 通算：4年 | 156   | 0     | 0     | 0     | 0        | 6     | 6     | 2        | 29          | .500  | 737   | 169.1    | 162      | 16          | 84       | 9     | 8        | 132      | 12    | 2        | 90    | 82       | 4.36     | 1.45    |

- 2012年度シーズン終了時

### 背番号
- 52 (2009年 - 2012年)